# Marek Bárta
Marek Bárta (* 8. prosince 1992, Havířov) je český diskař, několikanásobný mistr České republiky s osobním rekordem 65,46 m. Je držitelem současného českého juniorském rekordu v hodu diskem výkonem 62,68 m a bývalým držitelem dorosteneckého rekordu 60,49 m. K jeho největším dosavadním mezinárodním úspěchům patří stříbrná medaile z Evropského olympijského festivalu mládeže z roku 2009 v Tampere.
S atletikou začínal v oddílu Slavie Havířov, dnes závodní za PSK Olymp Praha. Trénuje pod vedením trenéra Josefa Šilhavého, bývalého československého atleta, diskaře.

## Sportovní kariéra
V roce 2009 na EYOF hodil 60,49 m a skončil druhý za Rakušanem Lukasem Weisshaidingerem.
O dva roky později, v roce 2011, vybojoval na Mistrovství Evropy juniorů v Tallinnu páté místo. V tomto roce také stanovil nový český juniorský rekord v hodu diskem 1,75 kg - 62,68 m. Díky těmto úspěchům byl v anketě Atlet roku zvolen nejlepším českým juniorem a přesunul se z Ostravy do Prahy k trenérovi Josefu Šilhavému do Centra sportu Ministerstva vnitra.
V roce 2013 odešel studovat a trénovat na Virginia Tech univerzitu, obor Business information technology.
V roce 2020 si na mítinku Českého atletického svazu v pražském Edenu na stadionu ASK Slavia Praha za silného deště vylepšil osobní rekord na 64,40 m, což byl nejdelší český diskařský výkon za posledních devět let. Dále hodil naposledy Jan Marcell v roce 2011. Marek Bárta se tímto hodem zařadil na sedmé místo českých historických tabulek za svého trenéra Josefa Šilhavého (64,90 m).
Na Evropském poháru ve vrzích konaném ve Splitu 9. 5. 2021 vybojoval jako jediný český zástupce medaili. Zaznamenal hod dlouhý 63,33 m a skončil na třetím místě za Valurem Gudnasonem (63,66 m) a vítězem Jánosem Huszákem (65,35 m).

## Osobní rekordy
Vrh koulí: venku - 17,17 m (2020, Plzeň); v hale - 17,51 m (2015, Blacksburg)
Hod diskem:
- 1,50 kg - 60,49 m (2009, Tampere)
- 1,75 kg - 62,68 m (2011, Ostrava) - český juniorský rekord
- 2,00 kg - 65,46 m (2024, Praha)